# Wahlen zum Repräsentantenhaus der Vereinigten Staaten 1988
Bei den Wahlen zum Repräsentantenhaus der Vereinigten Staaten 1988 wurden am 8. November 1988 die Abgeordneten des Repräsentantenhauses der Vereinigten Staaten gewählt. Die Wahlen waren Teil der allgemeinen Wahlen zum 101. Kongress der Vereinigten Staaten in jenem Jahr, bei denen auch ein Drittel der US-Senatoren gewählt wurden. Gleichzeitig fand auch die Präsidentschaftswahl des Jahres 1988 statt, die der Republikaner George H. W. Bush gewann.
Die Zahl der zu wählenden Abgeordneten betrug 435. Die Sitzverteilung basierte auf der Volkszählung von 1980.
Trotz des klaren Wahlsiegs des Republikaners George Bush sen. bei den Präsidentschaftswahlen konnten die Republikaner bei der Wahl zum Repräsentantenhaus nicht davon profitieren. Bei den Wahlen ergab sich sogar ein leichter Gewinn für die Demokraten, die im Vergleich zu den Wahlen des Jahres 1986 den Republikanern 2 Sitze abnahmen. Damit bauten sie ihre absolute Mehrheit auf 260 Mandate aus. Bundesweit gesehen sind diese Veränderungen aber eher unbedeutend. Die Wähler des Jahres 1988 wollten, ebenso wie zwei Jahre zuvor, zumindest im Repräsentantenhaus keine großen Veränderungen. Da die Demokraten auch im Senat ihre Mehrheit leicht ausbauen konnten, musste sich der neue Präsident mit Demokratischen Mehrheiten in beiden Kongresskammern auseinandersetzen.

## Wahlergebnis
- Demokratische Partei 260 (258) Sitze
- Republikanische Partei 175 (177) Sitze

Gesamt: 435 (435)
In Klammern sind die Ergebnisse der letzten Wahl zwei Jahre zuvor. Veränderungen im Verlauf der Legislaturperiode, die nicht die Wahlen an sich betreffen, sind bei diesen Zahlen nicht berücksichtigt, werden aber im Artikel über den 101. Kongress im Abschnitt über die Mitglieder des Repräsentantenhauses bei den entsprechenden Namen der Abgeordneten vermerkt. Daher kommt es in den Quellen gelegentlich zu unterschiedlichen Angaben, da manchmal Veränderungen während der Legislaturperiode in die Zahlen eingearbeitet wurden und manchmal nicht. Das angeführte Wahlergebnis basiert auf der unten angeführten Quelle (Party Divisions).

## Weblink
- Party Divisions